# Сергієвка (Дюртюлинський район)
Сергі́євка (рос. Сергеевка, башк. Сергеевка) — присілок у складі Дюртюлинського району Башкортостану, Росія. Входить до складу Учпілинської сільської ради.
Населення — 4 особи (2010; 11 2002).
Національний склад:
- росіяни — 73 %